# Lijst van personen overleden in januari 2022
Dit is een lijst van bekende personen die zijn overleden in januari 2022.

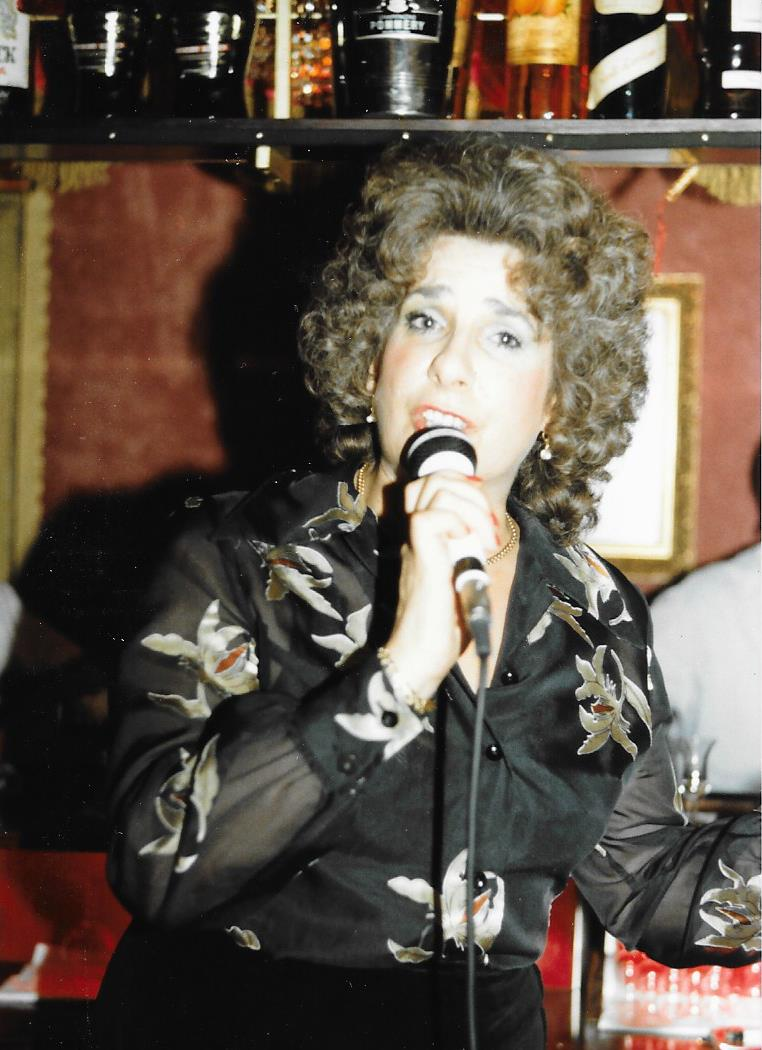
Stella Bos
1 januari

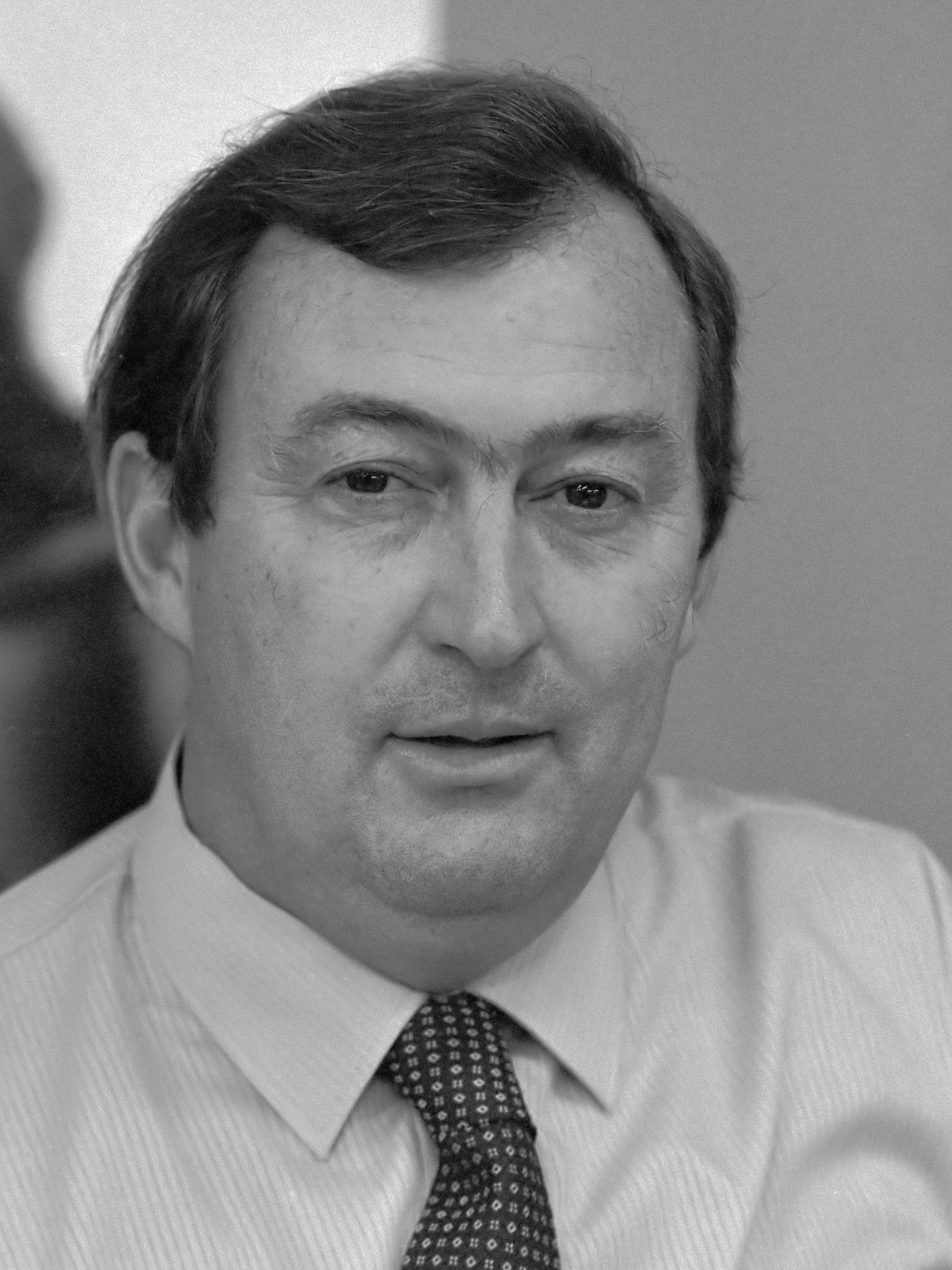
Richard Leakey
2 januari

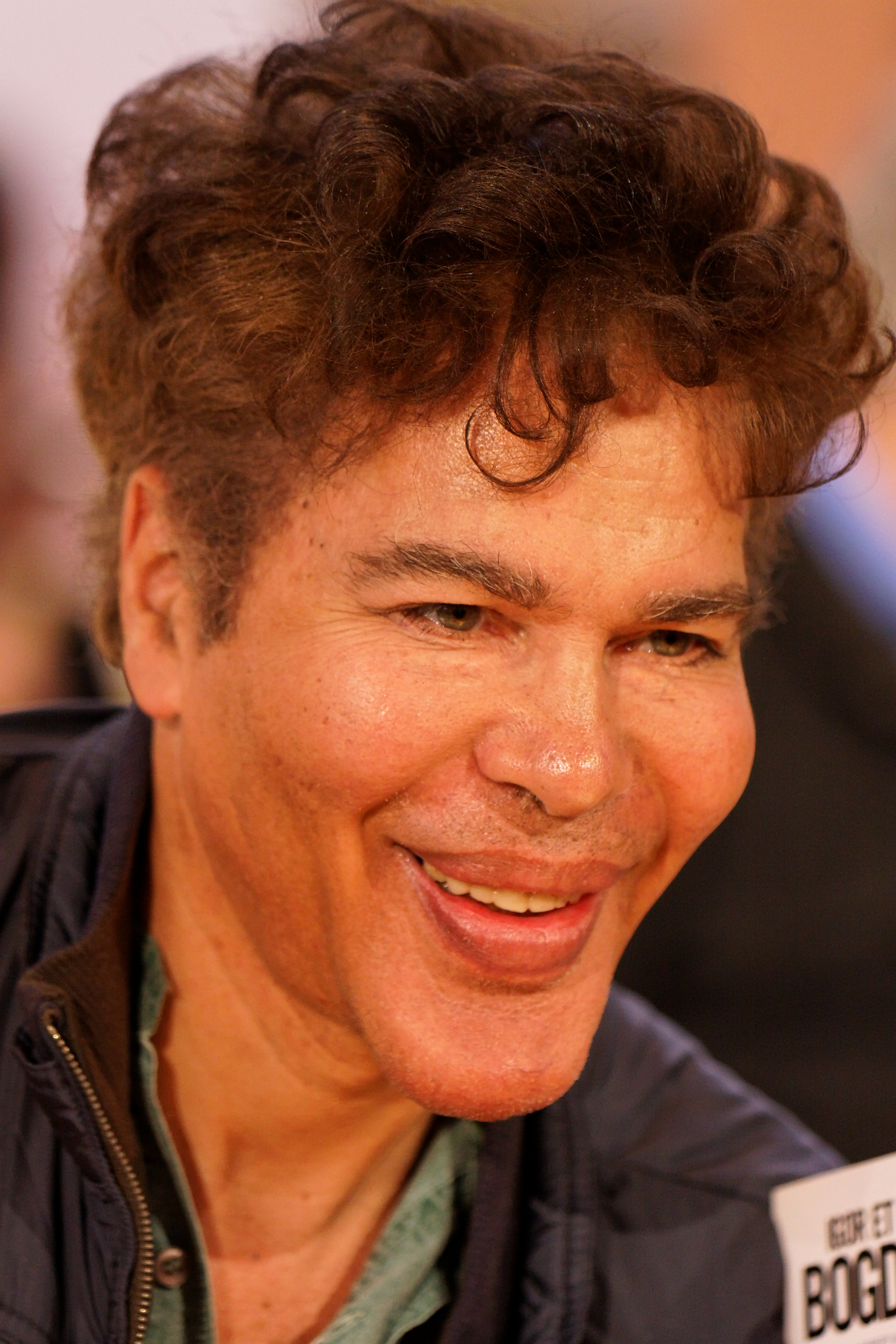
Igor Bogdanoff
3 januari

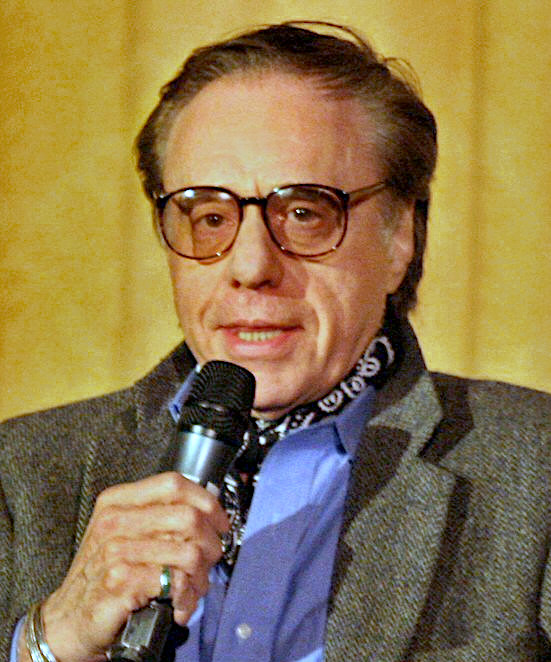
Peter Bogdanovich
6 januari

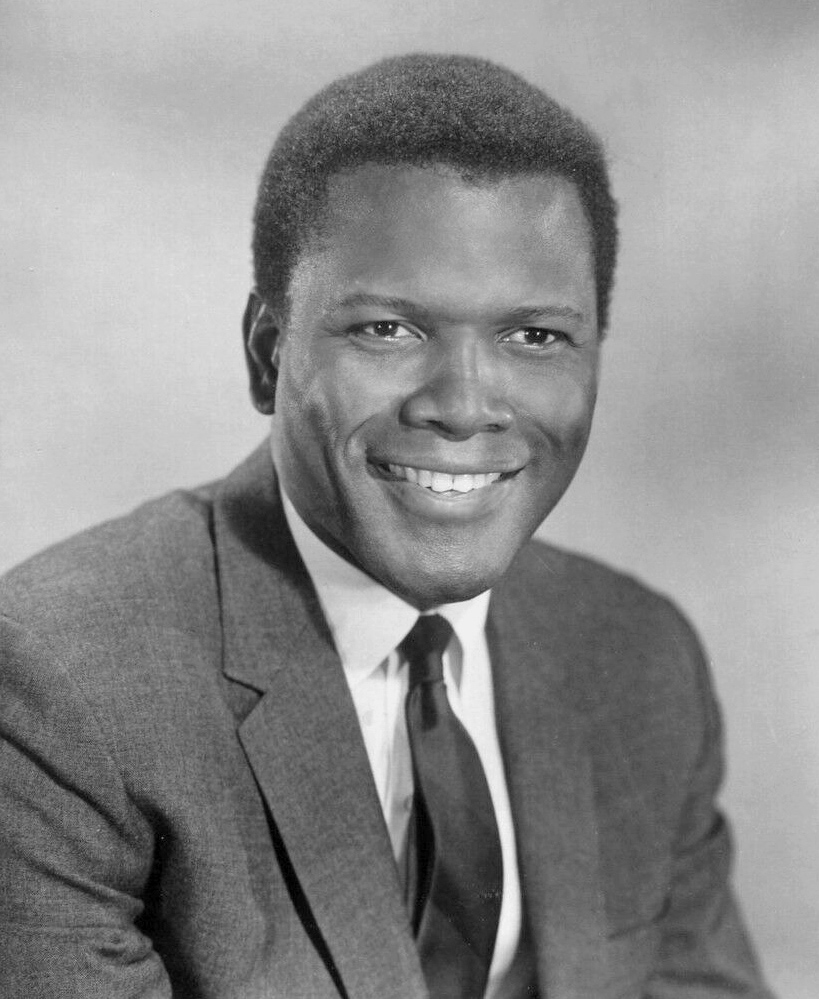
Sidney Poitier
6 januari

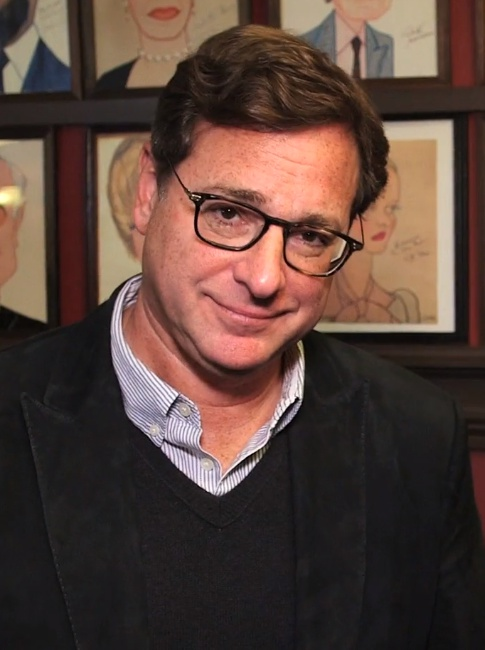
Bob Saget
9 januari

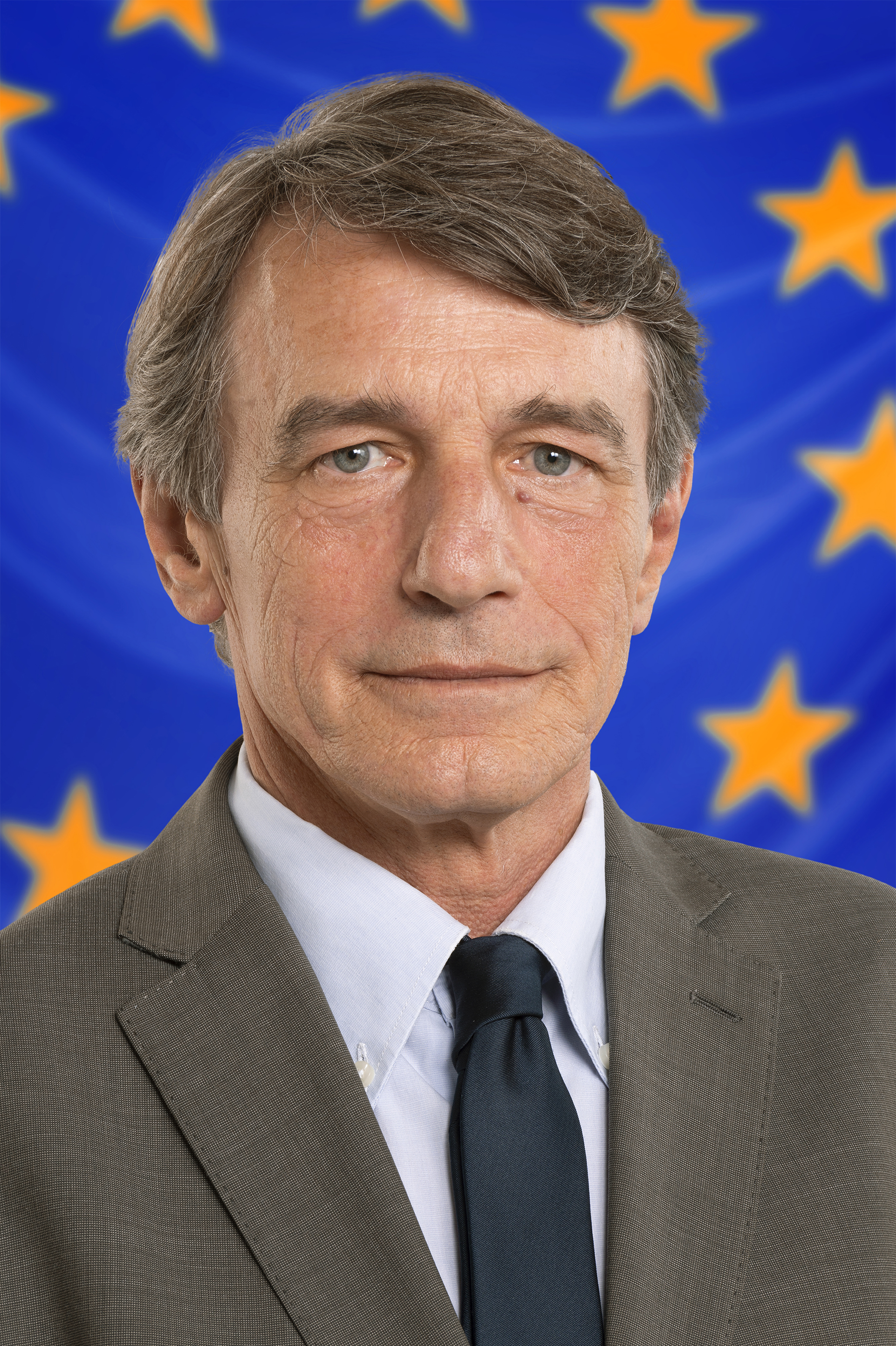
David Sassoli
11 januari

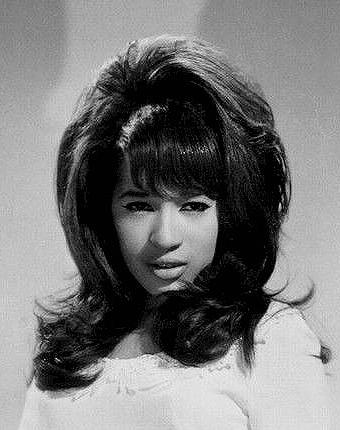
Ronnie Spector
12 januari

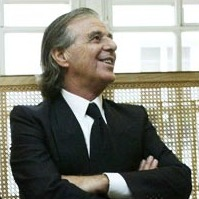
Ricardo Bofill
14 januari

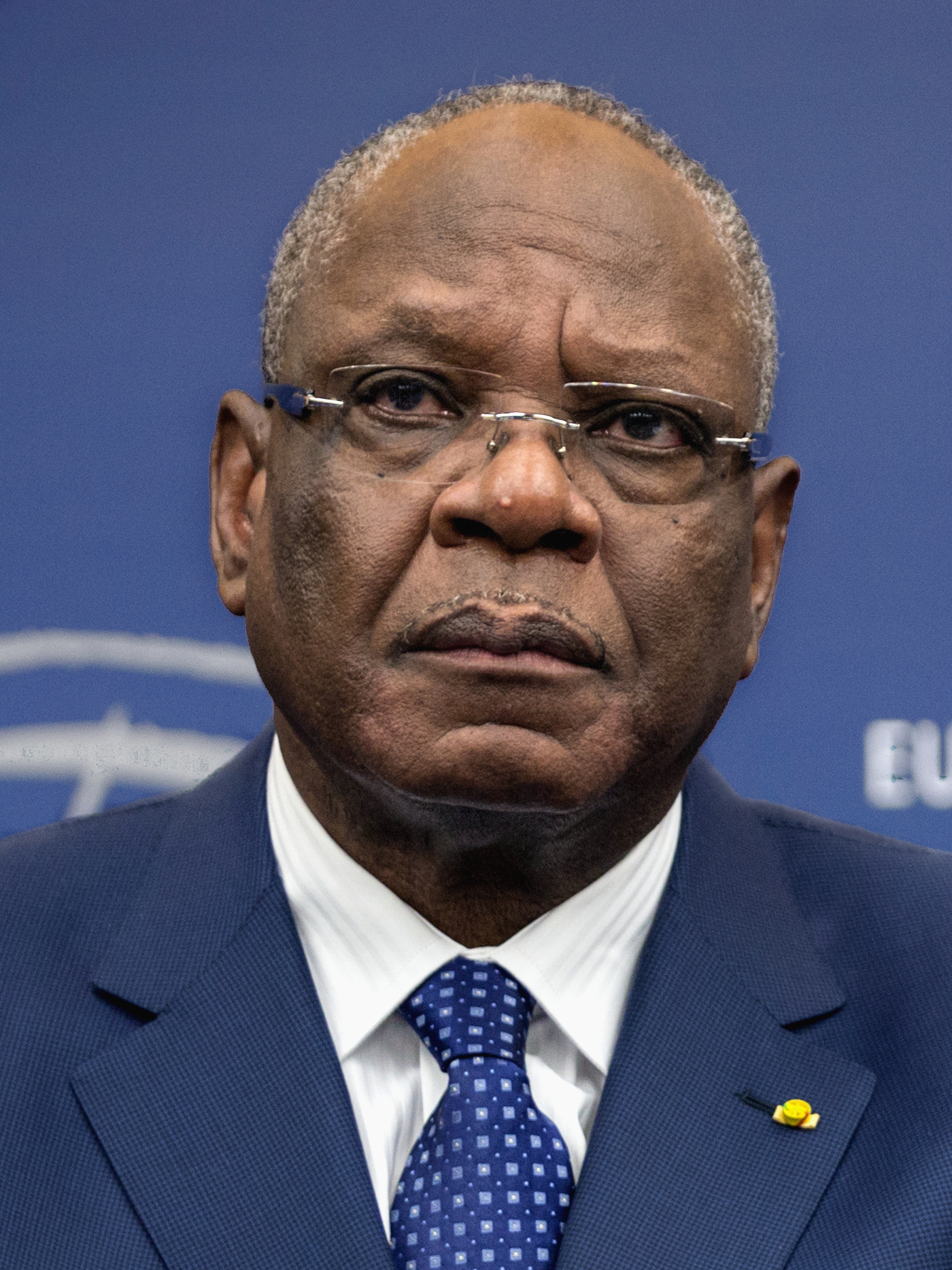
Ibrahim Boubacar Keïta
16 januari

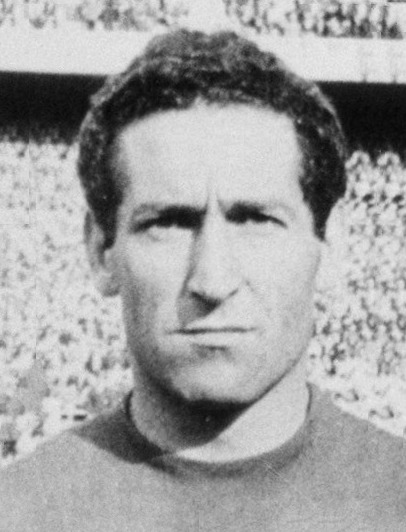
Francisco Gento
18 januari

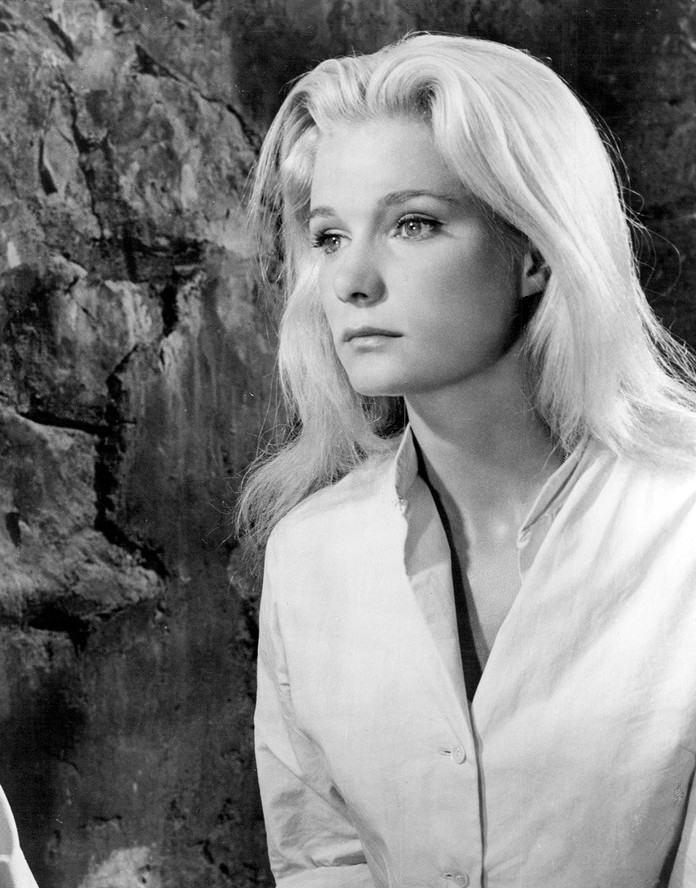
Yvette Mimieux
18 januari

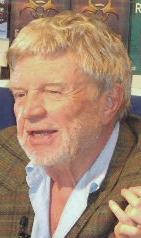
Hardy Krüger
19 januari

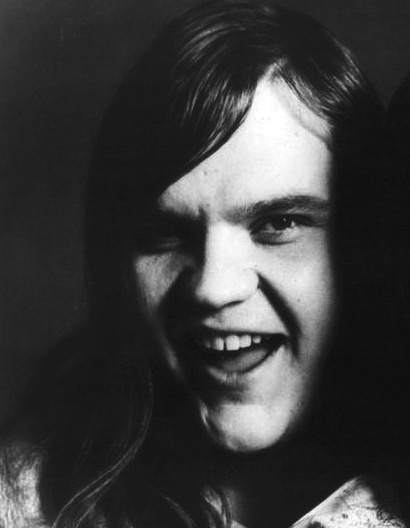
Meat Loaf (Marvin Lee Aday)
20 januari

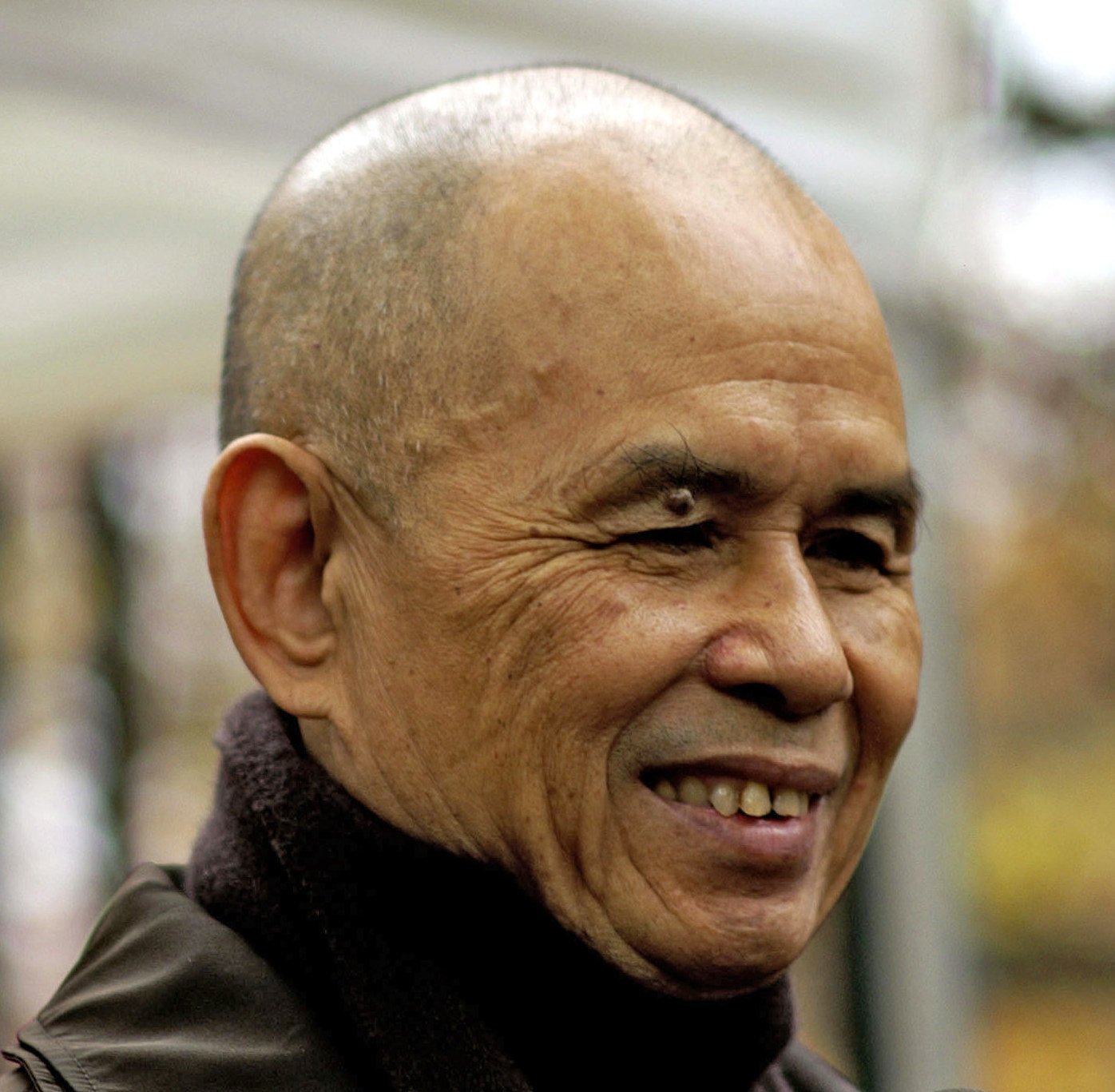
Thich Nhat Hanh
22 januari

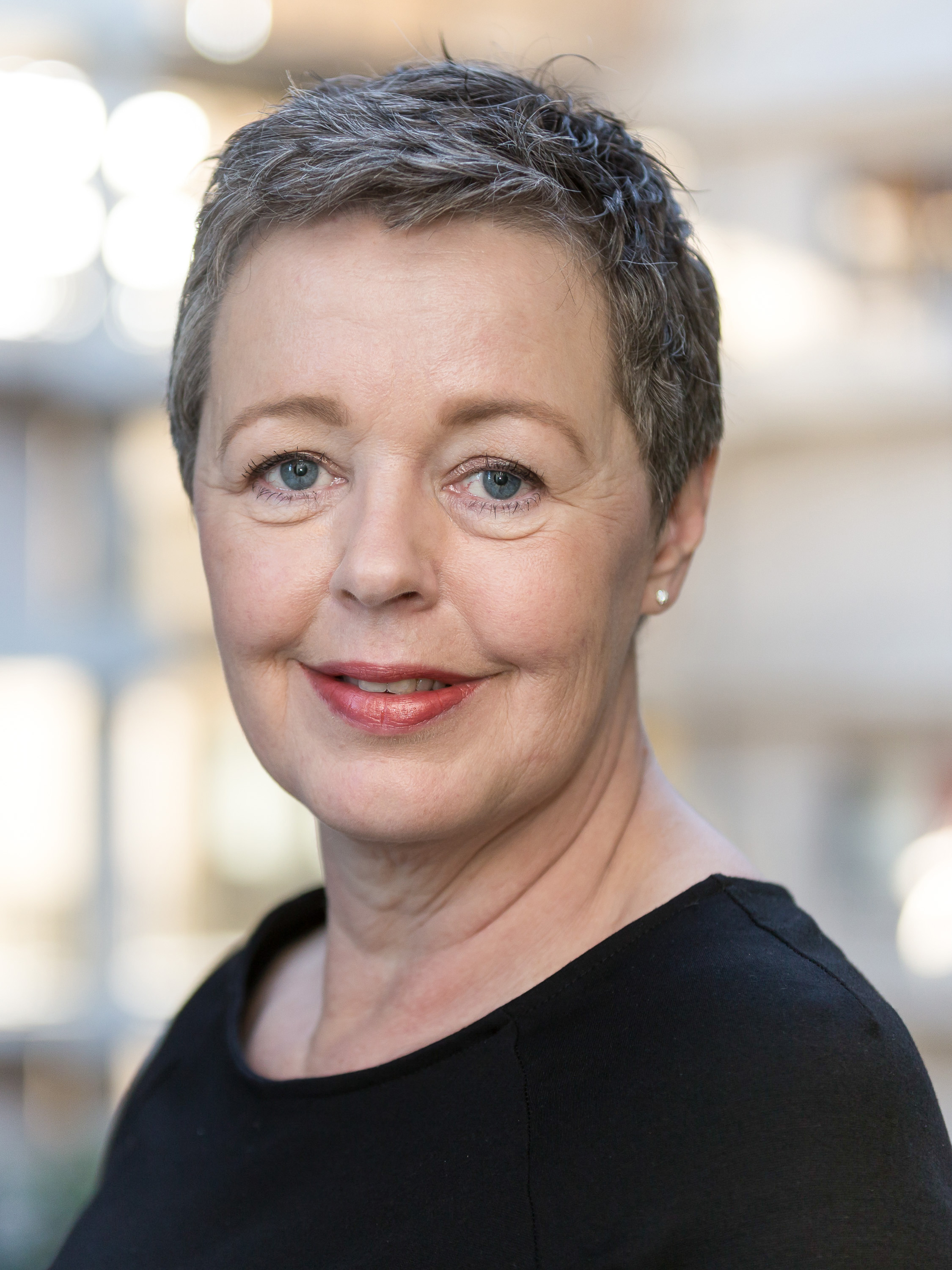
Ellen Laan
22 januari

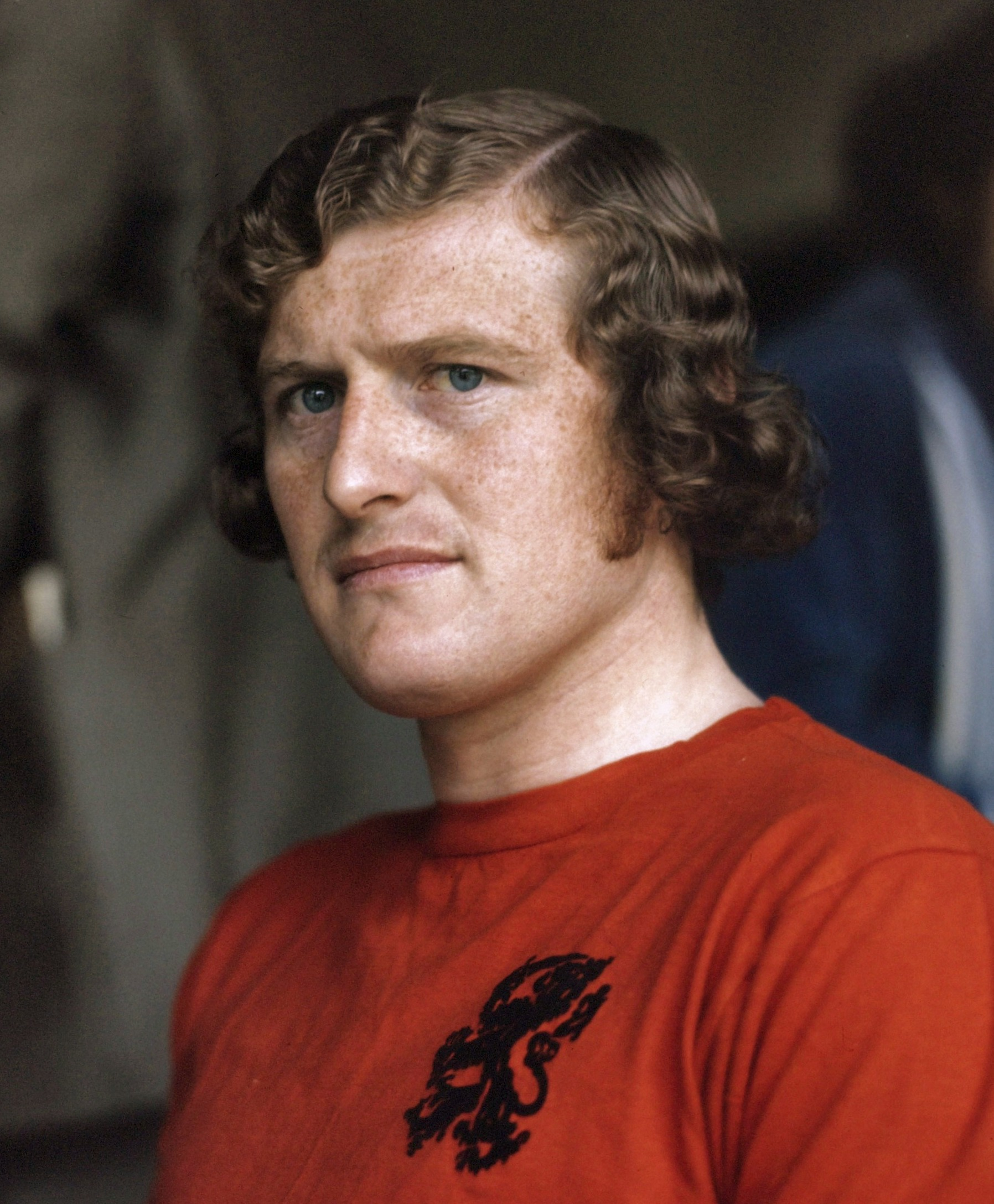
Wim Jansen
25 januari

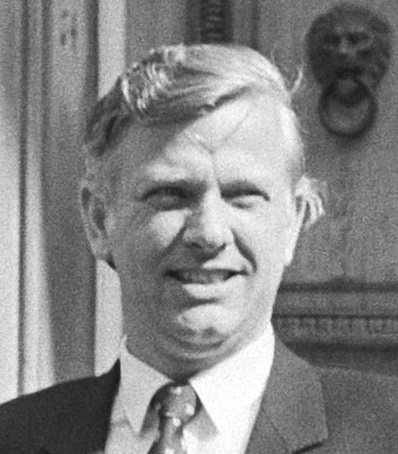
Gert Schutte
25 januari

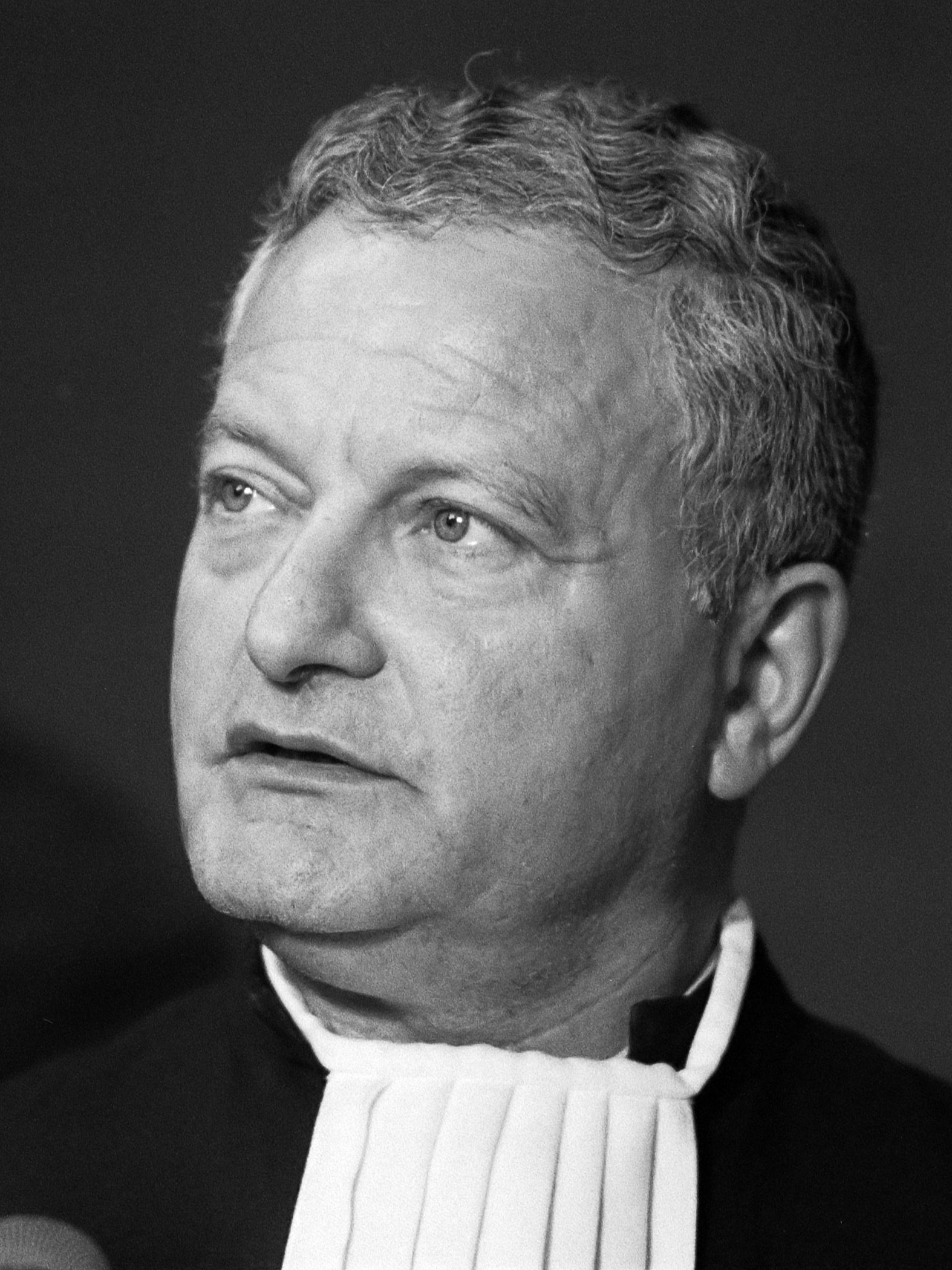
Max Moszkowicz sr.
27 januari

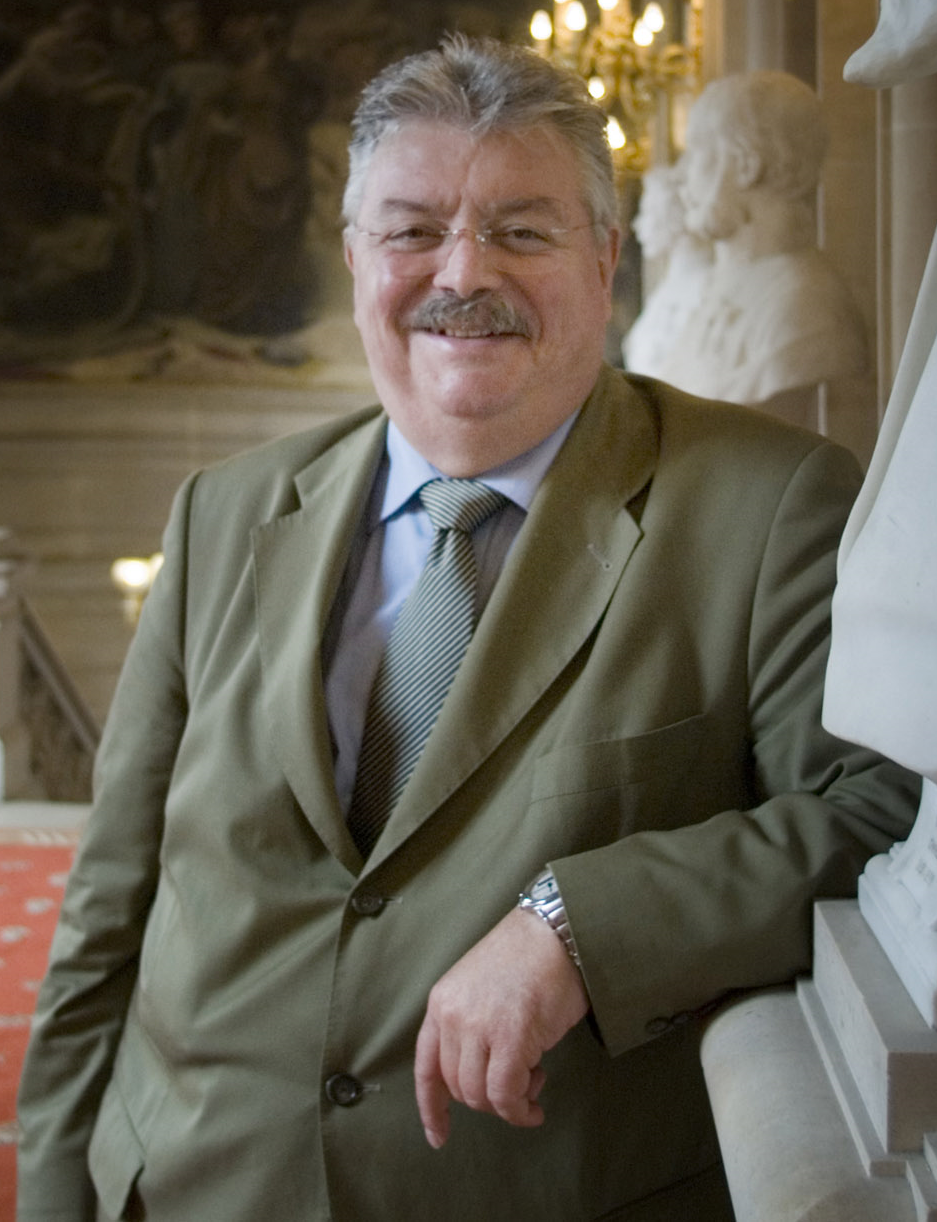
Freddy Thielemans
29 januari

| 1 | 2 | 3 | 4 | 5 | 6 | 7 | 8 | 9 | 10 | 11 | 12 | 13 | 14 | 15 | 16 | 17 | 18 | 19 | 20 | 21 | 22 | 23 | 24 | 25 | 26 | 27 | 28 | 29 | 30 | 31 |
| - | - | - | - | - | - | - | - | - | -- | -- | -- | -- | -- | -- | -- | -- | -- | -- | -- | -- | -- | -- | -- | -- | -- | -- | -- | -- | -- | -- |

### 1 januari
- Stella Bos (86), Nederlands zangeres[1]
- Max Julien (88), Amerikaans acteur[2]
- Calisto Tanzi (83), Italiaans industrieel[3]

### 2 januari
- Ana Bejerano (60), Spaans zangeres[4]
- Gianni Celati (84), Italiaans schrijver en vertaler[5]
- Eric Walter Elst (85), Belgisch astronoom[6]
- Jens Jørgen Hansen (82), Deens voetballer[7]
- Richard Leakey (77), Keniaans natuurbeschermer, politicus en paleoantropoloog[8]

### 3 januari
- Igor Bogdanoff (72), Frans televisiepresentator[9]
- Viktor Sanjejev (76), Sovjet-Russisch-Georgisch atleet[10]
- Zheng Min (101), Chinees dichteres[11]

### 4 januari
- Rolf-Dieter Amend (72), Duits kanovaarder[12]
- Joan Copeland (99), Amerikaans actrice[13]
- Aranka Goijert (80), Nederlands politica[14]
- Valentine Ligny (115), Frans supereeuwelinge[15]
- Henny Orri (96), Nederlands actrice[16]

### 5 januari
- Francisco Álvarez Martínez (96), Spaans kardinaal[17]
- Kim Mi-soo (29), Zuid-Koreaans actrice en model[18]
- Anatole Novak (84), Frans wielrenner[19]
- George Rossi (61), Brits acteur[20]
- Paul Wamburton (79), Amerikaans jazzmuzikant[21]

### 6 januari
- Peter Bogdanovich (82), Amerikaans acteur en filmregisseur[22]
- Jan Fontijn (85), Nederlands neerlandicus en literatuurwetenschapper[23]
- Janny Jalving (98), Nederlands kunstschilderes[24]
- F. Sionil José (97), Filipijns auteur[25]
- Mariano Laurenti (92), Italiaans filmregisseur en acteur[26]
- Sidney Poitier (94), Bahamaans-Amerikaans acteur en filmregisseur[27]

### 7 januari
- Laurence Boissier (56), Zwitsers schrijfster en kunstenares[28]
- Jack Dromey (73), Brits politicus en vakbondsleider[29]
- Deryck Ferrier (88), Surinaams landbouwkundige en socioloog[30]
- Robert Hughes (90), Brits politicus en bestuurder[31][32]
- Mino de Rossi (90), Italiaans wielrenner[33]
- R. Dean Taylor (82), Canadees zanger, producent en songwriter[34]

### 8 januari
- Marilyn Bergman (92), Amerikaans tekstschrijfster[35]
- Truus Dekker (99), Nederlands actrice[36]
- Andrew Jennings (78), Brits onderzoeksjournalist en schrijver[37]
- Michael Lang (77), Amerikaans concertproducent[38]

### 9 januari
- François Carrard (83), Zwitsers sportbestuurder[39]
- Maria Ewing (71), Amerikaans operazangeres[40]
- Jørgen Hallundbæk (59), Deens springruiter, uitvinder[41]
- Toshiki Kaifu (91), Japans politicus[42]
- Dwayne Hickman (87), Amerikaans acteur[43]
- James Mtume (76), Amerikaans jazzmuzikant[44]
- Bob Saget (65), Amerikaans komiek, acteur en televisiepresentator[45]
- Bob Shearer (73), Australisch golfer en golfbaanarchitect[46]
- Adri Vogels (80), Nederlands voetballer[47][48]

### 10 januari
- Robert Allen Ackerman (77), Amerikaans film- en theaterregisseur[49]
- Nils Århammar (90), Zweeds-Nederlands hoogleraar[50]
- Robert Durst (78), Amerikaans zakenman en crimineel[51]
- Deon Lendore (29), Trinidadiaans atleet[52]
- Shinji Mizushima (82), Japans mangaka[53]
- Margherita van Savoye-Aosta (91), Italiaans prinses[54]
- Gary Waldhorn (78), Brits acteur en comedian[55]

### 11 januari
- Anatoli Aljabjev (70), Sovjet-Russisch biatleet[56]
- Ahmet Çalık (27), Turks voetballer[57]
- Evence-Charles Coppée (68), Belgisch persdirecteur[58]
- Jerry Crutchfield (87), Amerikaans musicus[59]
- Louis Dupré (96), Belgisch filosoof en hoogleraar[60]
- Marlèn Nolta (66), Nederlands kunstenares[61]
- Jordi Sabatés (73), Spaans pianist[62]
- David Sassoli (65), Italiaans journalist en politicus[63]
- Gerco Schaap (65), Nederlands organist en orgelpublicist[64]

### 12 januari
- Marc Janson (91), Belgisch-Frans schilder[65]
- Everett Lee (105), Amerikaans dirigent[66]
- Ismaël Lotz (46), Nederlands filmmaker[67][68][69]
- Ronnie Spector (78), Amerikaans zangeres[70]

### 13 januari
- Jean-Jacques Beineix (75), Frans filmregisseur[71]
- Fred Bellefroid (76), Belgisch beeldhouwer[72]
- Jim Forest (80), Amerikaans schrijver, vredesactivist, oecumenicus en Oosters-orthodox christen[73]
- Edith Meijering (59), Nederlands kunstenares[74]
- Sonny Turner (83), Amerikaans zanger[75]
- Fred Van Hove (84), Belgisch jazzmuzikant[76]

### 14 januari
- Ricardo Bofill (82), Spaans architect[77]
- Dallas Frazier (82), Amerikaans songwriter, countryzanger en -muzikant[78]

### 15 januari
- Rink Babka (85), Amerikaans discuswerper[79]
- Ab Blokker (76), Nederlands ondernemer[80]
- Nino Cerruti (91), Italiaans modeontwerper[81]
- Beverly Ross (87), Amerikaans songwriter en muzikant[82]
- Jan Theelen (83), Nederlands muzikant en arrangeur[83]

### 16 januari
- Carmela Corren (83), Israëlisch schlagerzangeres en actrice[84]
- Ibrahim Boubacar Keïta (76), Malinees politicus[85]
- Bas Edixhoven (59), Nederlands wiskundige[86]

### 17 januari
- Vincent Boot (76), Nederlands judoka[87]
- Armando Gama (67), Portugees singer-songwriter[88]
- Michel Subor (86), Frans acteur[89]
- Joop Worrell (83), Nederlands politicus[90]

### 18 januari
- David Cox (97), Brits statisticus[91]
- Saturnino de la Fuente Garcia (112), Spaans supereeuweling[92]
- Francisco Gento (88), Spaans voetballer[93]
- Dick Halligan (78), Amerikaans muzikant[94]
- Yvette Mimieux (80), Amerikaans actrice[95]
- Ghislaine Nuytten (67), Belgisch modejournaliste, model en tv-gezicht[96]
- Shi Jiuyong (95), Chinees jurist[97]
- Janice Smith (76), Amerikaans schaatsster[98]
- André Leon Talley (73), Amerikaans modejournalist[99]

### 19 januari
- Hans-Jürgen Dörner (70), Duits voetballer[100]
- Hardy Krüger (93), Duits acteur[101]
- Gloria McMillan (88), Amerikaans actrice[102]
- Nigel Rogers (86), Brits tenor, dirigent en muziekpedagoog[103]
- Hummie van der Tonnekreek (76), Nederlands journaliste[104]
- Gaspard Ulliel (37), Frans filmacteur en model[105]

### 20 januari
- Heidi Biebl (80), Duits alpineskiester[106]
- Russell Bishop (55), Brits kindermoordenaar[107]
- Eduardo Flores (77), Argentijns voetballer[108]
- Carla Galle (73), Belgisch zwemster en politica[109]
- Trees Keultjes (95), Nederlands politieagente[110]
- Emil Mangelsdorff (96), Duits jazzmuzikant[111]
- Meat Loaf (Marvin Lee Aday) (74), Amerikaans rockzanger en acteur[112]
- Elza Soares (91), Braziliaans sambazangeres[113]

### 21 januari
- Louie Anderson (68), Amerikaans komiek, acteur en presentator[114]
- Jacques Boël (92), Belgisch industrieel[115]
- Rex Cawley (81), Amerikaans atleet[116]
- Zhang Jie (84), Chinees schrijfster[117]
- Marcel Mauron (92), Zwitsers voetballer[118]
- Mace Neufeld (93), Amerikaans filmproducent[119]
- Jean-Jacques Savin (75), Frans avonturier[120]
- Terry Tolkin (62), Amerikaans muziekjournalist en muziekmanager[121]
- Jef Van Gool (86), Belgisch voetballer[122]
- Theo van de Vathorst (88), Nederlands beeldhouwer[123]

### 22 januari
- Thích Nhất Hạnh (95), Vietnamees monnik, vredesactivist, dichter en schrijver[124]
- Ellen Laan (59), Nederlands seksuologe en psychologe[125]
- Lima Pereira (69), Portugees voetballer[126]
- Robin Sarstedt (78), Brits zanger[127]
- Don Wilson (88), Amerikaans muzikant en muziekproducent[128]

### 23 januari
- Jacques Abeille (79), Frans romanschrijver[129]
- Beegie Adair (84), Amerikaans jazzpianiste[130]
- Antônia da Santa Cruz (116),  Braziliaans supereeuwelinge[131]
- Trude Feldman (97), Amerikaans verslaggeefster en columniste[132]
- Keto Losaberidze (72), Georgisch boogschutter[133]
- Jean-Claude Mézières (83), Frans stripauteur[134]
- Thierry Mugler (73), Frans modeontwerper[135]

### 24 januari
- Olavo de Carvalho (74),  Braziliaans onderwijshervormer, filosoof en schrijver[136]
- Szilveszter Csollány (51), Hongaars turner[137]
- Fatma Girik (79), Turks actrice en politica[138]
- Mark Tseitlin (78), Russisch-Israëlisch schaker[139]

### 25 januari
- Etchika Choureau (92), Frans actrice[140]
- Barry Cryer (86), Brits acteur, komiek en schrijver[141]
- Wim Jansen (75), Nederlands voetballer en voetbaltrainer[142]
- Dojčin Perazić (76), Joegoslavisch voetballer[143]
- Gert Schutte (82), Nederlands politicus[144]

### 26 januari
- Diederik Hummelinck (73), Nederlands theaterproducent en impresario[145]
- Janet Mead (83 of 84), Australisch religieuze, zangeres en lerares[146]
- Moses J. Moseley (31), Amerikaans acteur en model[147]
- Ernst Stankovski (93), Oostenrijks acteur, regisseur en quizmaster[148]
- Morgan Stevens (70), Amerikaans acteur[149]

### 27 januari
- Georg Christoph Biller (66), Duits dirigent[150]
- Mark Levine (83), Amerikaans jazzpianist, -trombonist, -componist, auteur en pedagoog[151]
- Woody Mann (69), Amerikaans jazz- en bluesgitarist[152]
- Max Moszkowicz sr. (95), Nederlands advocaat[153]
- Charanjit Singh (90), Indiaas hockeyer[154]

### 28 januari
- Werner Leysen (49),  Belgisch balletdanser, choreograaf en danspedagoog[155]
- Donald May (92), Amerikaans acteur[156]
- Paul Melchior Brilman (79), Nederlands rechter en officier van justitie[157]

### 29 januari
- Leonard Fenton (95), Brits acteur[158]
- Howard Hesseman (81), Amerikaans acteur[159]
- Sam Lay (85), Amerikaans blueszanger en -drummer[160]
- Berend Peter (76), Nederlands beeldhouwer, houtbewerker en docent[157]
- Bernard Quilfen (72), Frans wielrenner[161]
- Freddy Thielemans (77), Belgisch burgemeester[162]

### 30 januari
- Francis Apesteguy (69), Frans fotograaf[163]
- Frans Aerenhouts (84), Belgisch wielrenner[164]
- Piero Gamba (85), Italiaans dirigent en pianist[165]
- Cheslie Kryst (30), Amerikaans Miss USA[166]
- Hargus "Pig" Robbins (84), Amerikaans country-pianist[167]
- Peter Savary (78), Nederlands entertainer en zanger[168]
- Norma Waterson (82), Brits folkmuzikante[169]
- Gerard van de Weerd (69), Nederlands kunstenaar[170]

### 31 januari
- Pierre Bellon (92), Frans zakenman[171]
- Jiří Kyncl (59), Tsjechisch langebaanschaatser[172]
- Ben Velthuis (77), Nederlands biljarter[173]
- Jan Weening (71), Nederlands patholoog en hoogleraar[174]

januari ·
februari ·
maart ·
april ·
mei ·
juni ·
juli ·
augustus ·
september ·
oktober ·
november ·
december
1900 ·
1901 ·
1902 ·
1903 ·
1904 ·
1905 ·
1906 ·
1907 ·
1908 ·
1909 ·
1910 ·
1911 ·
1912 ·
1913 ·
1914 ·
1915 ·
1916 ·
1917 ·
1918 ·
1919 ·
1920 ·
1921 ·
1922 ·
1923 ·
1924 ·
1925 ·
1926 ·
1927 ·
1928 ·
1929 ·
1930 ·
1931 ·
1932 ·
1933 ·
1934 ·
1935 ·
1936 ·
1937 ·
1938 ·
1939 ·
1940 ·
1941 ·
1942 ·
1943 ·
1944 ·
1945 ·
1946 ·
1947 ·
1948 ·
1949 ·
1950 ·
1951 ·
1952 ·
1953 ·
1954 ·
1955 ·
1956 ·
1957 ·
1958 ·
1959 ·
1960 ·
1961 ·
1962 ·
1963 ·
1964 ·
1965 ·
1966 ·
1967 ·
1968 ·
1969 ·
1970 ·
1971 ·
1972 ·
1973 ·
1974 ·
1975 ·
1976 ·
1977 ·
1978 ·
1979 ·
1980 ·
1981 ·
1982 ·
1983 ·
1984 ·
1985 ·
1986 ·
1987 ·
1988 ·
1989 ·
1990 ·
1991 ·
1992 ·
1993 ·
1994 ·
1995 ·
1996 ·
1997 ·
1998 ·
1999 ·
2000 ·
2001 ·
2002 ·
2003 ·
2004 ·
2005 ·
2006 ·
2007 ·
2008 ·
2009 ·
2010 ·
2011 ·
2012 ·
2013 ·
2014 ·
2015 ·
2016 ·
2017 ·
2018 ·
2019 ·
2020 ·
2021 ·
2022 ·
2023 ·
2024 ·
2025